# Da Vinci Code
Pour l'adaptation cinématographique, voir Da Vinci Code (film).
Da Vinci Code (The Da Vinci Code) est un roman écrit par l'Américain Dan Brown, publié en 2003, composé de 105 chapitres  et composant le deuxième volet de la pentalogie du personnage de fiction Robert Langdon. Le titre de la première édition francophone était Le Code de Vinci. Il est adapté au cinéma par Ron Howard, en 2006. Best-seller, le livre s'est vendu à 86 millions d'exemplaires dans le monde (janvier 2010).

## Résumé
Robert Langdon, un symbologue américain, est entraîné malgré lui, lors d'un voyage à Paris, dans l'affaire du meurtre de Jacques Saunière, conservateur au Musée du Louvre. Langdon est soupçonné du meurtre, principalement à cause d’un message que Saunière a écrit sur le sol avant de mourir, s’achevant par la phrase « P.S. Trouver Robert Langdon ». Seule Sophie Neveu, cryptologue et petite-fille de Saunière, croit en l’innocence de l’Américain. Persuadée que le message de son grand-père s'adresse à elle en particulier, Neveu demande à Langdon de l'aider à en comprendre le sens (le message pouvant d'ailleurs leur permettre de comprendre qui est le vrai meurtrier). En retour, elle l'aide à échapper au commissaire Fache, lancé à ses trousses...
Langdon et Neveu découvrent par la suite que Saunière était à la tête du Prieuré de Sion, une ancienne et puissante confrérie, et qu'il a été assassiné par un membre de l'Opus Dei. L'assassin voulait protéger un secret dont le conservateur du Louvre avait connaissance, un secret susceptible d’ébranler les fondements de la foi chrétienne : Jésus de Nazareth aurait eu un enfant avec Marie Madeleine. Touché d’une balle dans le ventre, agonisant, Saunière a eu peur que le secret ne se perde après sa mort, et a donc cherché à le transmettre à sa petite-fille. Pour cela, il a écrit sur le sol un message abscons, espérant qu'elle seule pourrait le comprendre, à condition qu'elle soit aidée par le symbologiste Langdon, qu'il connaissait et en qui il avait confiance (d’où le « Trouver Robert Langdon », qui n’est nullement une accusation contre l'Américain). Il a également choisi de mourir dans une position symbolique rituelle, rappelant celle de l’Homme de Vitruve, de Léonard de Vinci, permettant ainsi à Langdon et à Neveu de comprendre que le secret a un rapport avec le peintre italien : en effet, celui-ci aurait été le chef du Prieuré de Sion et aurait cherché à exprimer à travers ses œuvres, de façon indirecte, ses idées sur la nature de la relation entre Jésus et Marie Madeleine.
Le thème central du Da Vinci Code est la lutte secrète entre les instances dirigeantes de l'Église catholique romaine et le Prieuré de Sion. L'objet de cette lutte est un secret connu des deux organisations, à savoir la paternité du Christ. La divulgation de ce secret menacerait le pouvoir de l'Église et risquerait d'ébranler les fondements de la civilisation occidentale. Soucieuse de conserver son pouvoir, l'Église semble donc chercher à détruire tout détenteur du fameux secret (dont le Prieuré), tandis que les membres du Prieuré luttent pour la préservation de ce même secret, qu'ils se transmettent de génération en génération. Sont par ailleurs évoquées en arrière-plan les deux idées selon lesquelles l'Église Catholique, voulant acquérir et garder le pouvoir, s'est interposée et imposée comme intermédiaire entre l'homme et Dieu, et l'union sexuelle, qui laisse toute la place à l'altérité homme - femme et qui est un moyen privilégié d'entrer en contact direct avec Dieu (voir la scène du Hieros Gamos, Union sacrée), est déclarée péché.

## Personnages
Les principaux personnages de l'histoire sont :
- Robert Langdon : professeur de symbologie et d'iconographie religieuse à l'université Harvard
- Sophie Neveu : la petite-fille de Jacques Saunière, ce qui n'est pas le cas dans le film, où elle est seulement sa protégée, celui-ci lui ayant fait croire qu'il était son grand-père. C'est une cryptographe de la police française, qui a étudié à l'Université de Londres - Royal Holloway. Elle est bilingue (anglais et français). Son petit frère et elle sont les derniers descendants de Jésus Christ et Marie-Madeleine
- Jacques Saunière : conservateur du Musée du Louvre et Grand-Maître du Prieuré de Sion, assassiné au début du livre
- Bézu Fache : commissaire de la police judiciaire française
- Sir Leigh Teabing : historien anglais, chevalier de la Couronne, spécialiste du Graal, proche de Langdon, maitre voulant à tout prix le Graal pour révéler le fameux secret du prieuré
- Silas : moine albinos, colosse d'une force extraordinaire dévoué à l'Opus Dei
- Jérôme Collet : inspecteur de la police judiciaire française
- Rémy Legaludec : domestique et chauffeur de sir Leigh Teabing
- Monseigneur Manuel Aringarosa : directeur de l'Opus Dei à New York
- André Vernet : directeur de nuit de la banque de Zurich à Paris en France

## Lieux de l'histoire

### France
- Musée du Louvre à Paris
- Église Saint-Sulpice de Paris
- Château de Villette à Condécourt
- Aéroport de Paris - Le Bourget
- Hôtel Ritz Paris
- Banque suisse (située au 24 rue Haxo à Paris dans le roman. Cette adresse n'existe pas[2])
- Bois de Boulogne à Paris (explication Saint-Graal)

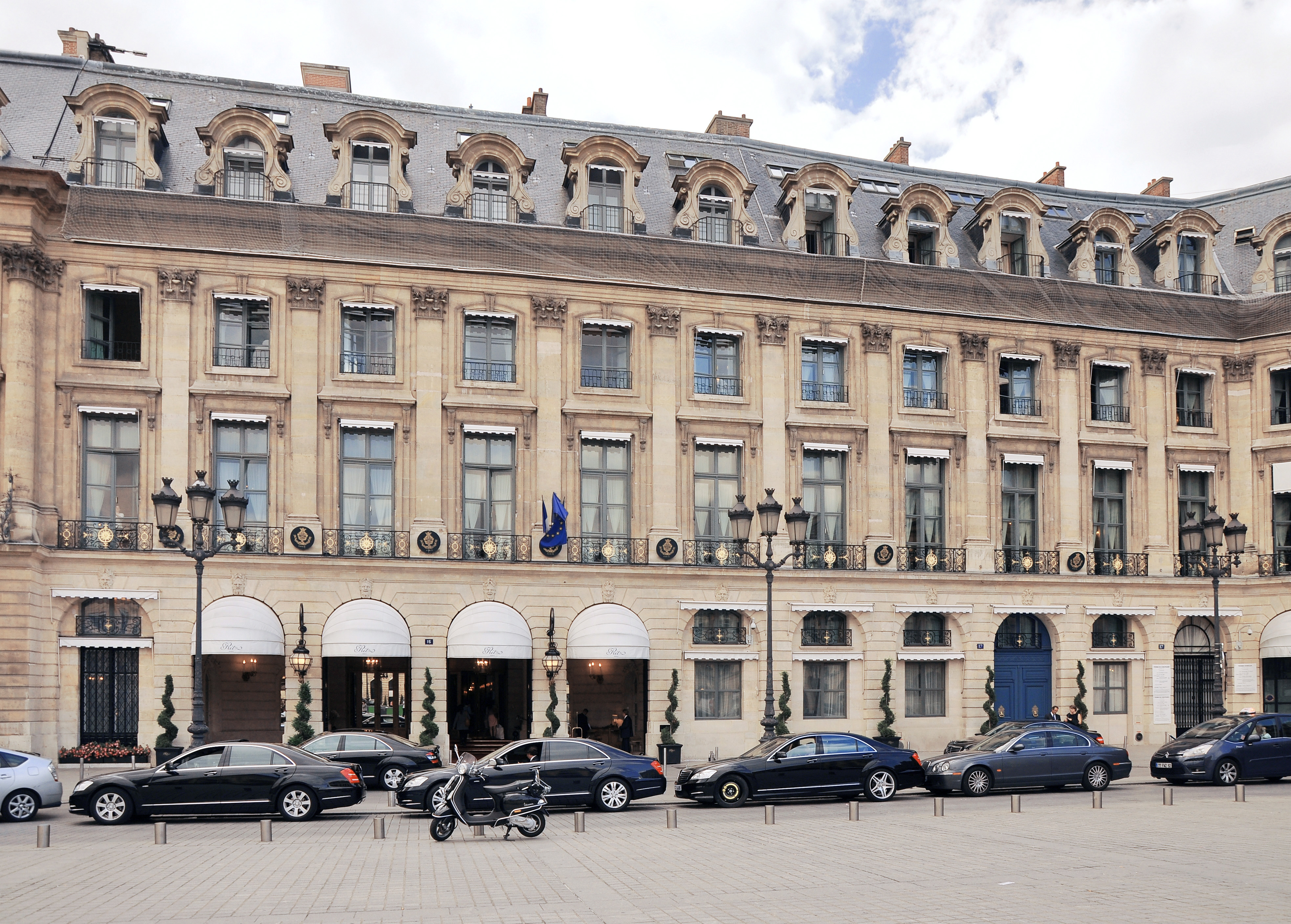
L'hôtel Ritz.
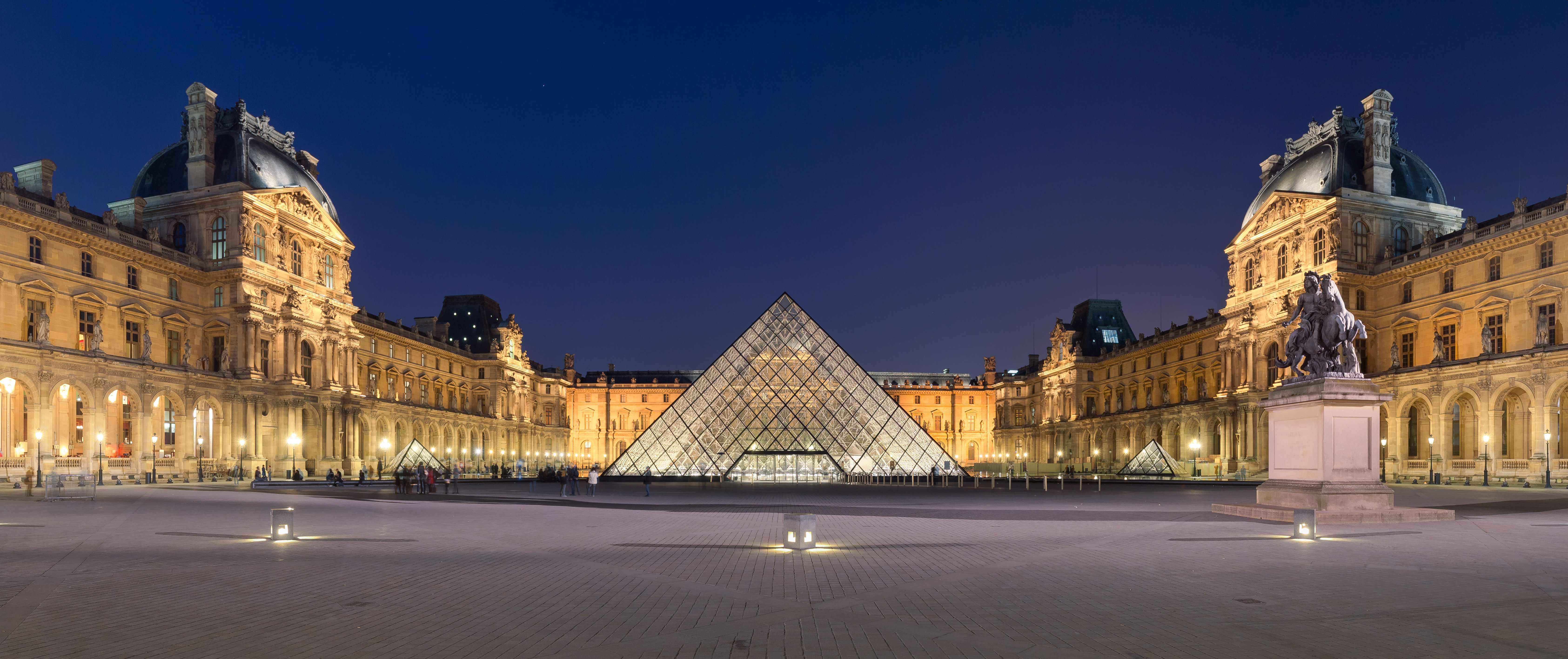
Le musée du Louvre avec sa pyramide, de nuit.
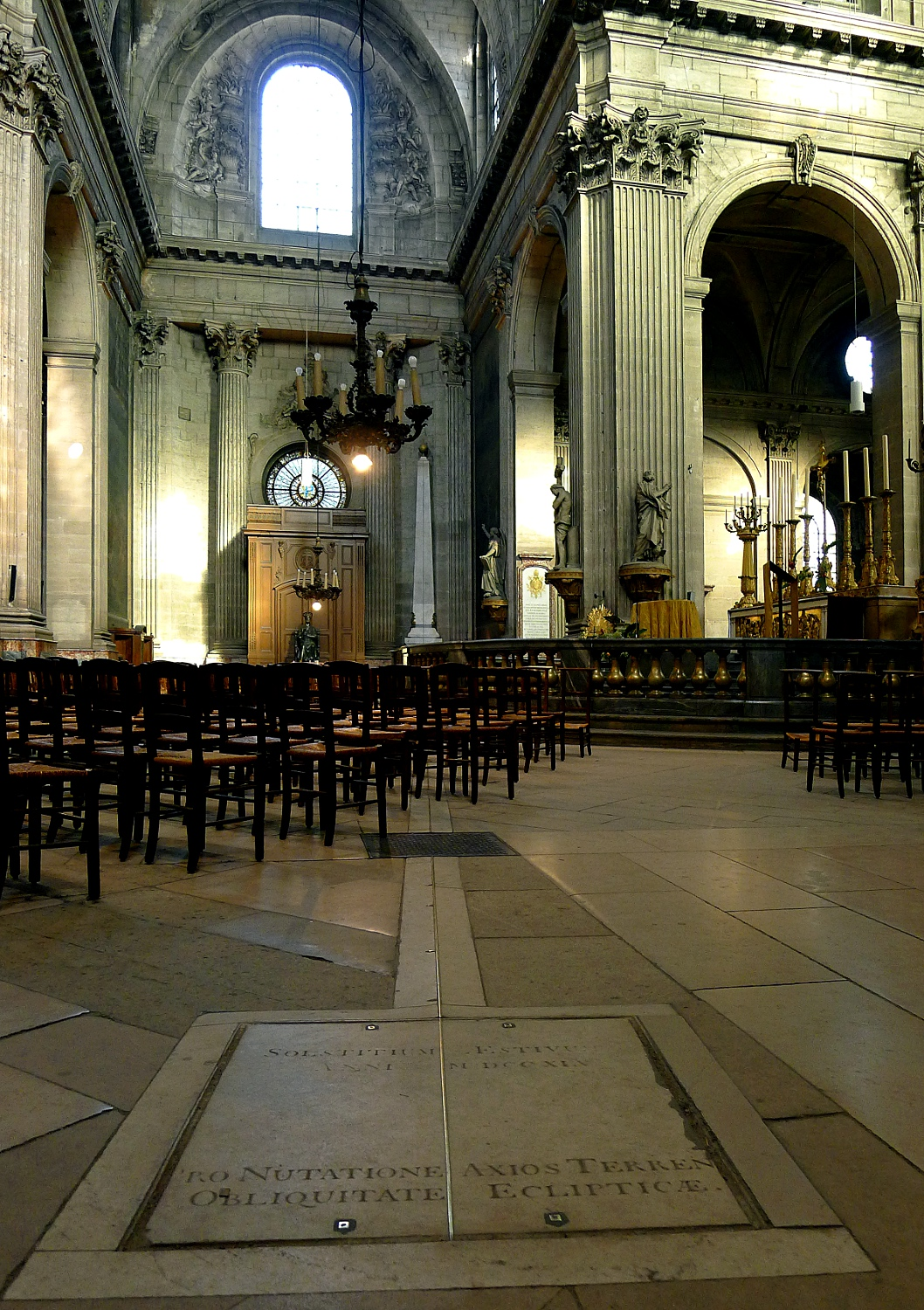
La Méridienne de Saint-Sulpice.

### Angleterre
- Aérodrome de Londres Biggin Hill
- Église du Temple à Londres
- Abbaye de Westminster à Londres
- The National Gallery à Londres (La Vierge aux rochers de Léonard de Vinci)

### Écosse
- Chapelle de Rosslyn

## Commentaires
Thriller en forme de jeu de piste construit à partir de nombreux éléments historiques et religieux, exploitant la théorie du complot.
- Le nom de Saunière faisant référence au nom de l'abbé Bérenger Saunière, qui fut à l'origine de l'affaire du trésor de Rennes-le-Château à la fin du XIXe siècle.
- Le nom de Langdon est une allusion à John Langdon, auteur des ambigrammes du précédent livre de Dan Brown, Anges et Démons.
- Bézu Fache est quant à lui un clin d'œil aux faux-monnayeurs du Bézu qui fondaient de la monnaie à Rennes-le-Château.

Ce roman est un phénomène de l'édition au niveau mondial. Il a été vendu à plus de vingt millions d'exemplaires en moins de deux ans, dont plus d'un million et demi en France. La majeure partie de l'action se déroule en France puis en Angleterre. Son succès a engendré tout un mouvement économique, notamment avec un lot de livres « décodant » les environnements dans lesquels évoluent les personnages, des circuits touristiques sur les traces de ceux-ci, quantité d'émissions de radio et de télévision, des débats, une moisson d'articles, etc. Certains pensent que le succès du roman s'explique par le fait que c'est un efficace « roman de l'été ».

## Critiques
Le Da Vinci Code a été présenté comme une fiction et non une thèse (malgré la préface du livre disant le contraire). Il peut cependant s'agir d'un procédé littéraire, voire marketing, comparable à celui utilisé par Victor Hugo présentant son roman Notre-Dame de Paris comme une œuvre historique. Brown fait la même chose, en entretenant la confusion, mêlant réalité, vraisemblance et pure invention. De nombreux ouvrages, publiés peu après le roman, ont effectué une analyse complète des théories prétendues dans le roman. Notamment Code Da Vinci : l'enquête, de Marie-France Etchegoin et Frédéric Lenoir, et Da Vinci : la grande mystification d'Amy Welborn. L'auteur évangélique Claude Houde rappelle les faits historiques dans son livre, Les mensonges du Da Vinci Code. Ces ouvrages permettent de remettre facilement en cause les prétentions de l'auteur sur sa connaissance « nouvelle » de l'histoire.
La communauté chrétienne contredit les allégations de Brown ,,,,,,,,.

### Données historiques
- Selon le Da Vinci Code, la mission du Prieuré de Sion (établissement condamné comme frauduleux par la justice française) serait de protéger la dynastie mérovingienne, qui descendrait directement de Jésus le Christ ou Oint et Marie Madeleine (les Évangiles mentionnent six femmes du nom de Marie, il s'agit ici de Marie de Magdala, disciple de Jésus qui le reconnut ressuscité près de son tombeau, confondue avec les autres par une tradition séculaire. Ces autres femmes sont notamment la femme “pécheresse” qui oignit de parfum les pieds du sauveur et obtint son pardon, Marie de Béthanie, la sœur de Marthe et de Lazare qui oignit la tête et les pieds de Jésus et une autre pécheresse que Jésus sauva de la lapidation).
- Au chapitre 58, Dan Brown indique que Jésus et Marie Madeleine étaient tous deux d’ascendance royale, Jésus appartiendrait à la maison de David et Marie Madeleine, à la Tribu de Benjamin. Dan Brown base aussi ses affirmations sur l'Évangile selon Philippe, évangile apocryphe classé postérieur à la rédaction des évangiles canoniques, écrits au Ier siècle. Ce texte est connu depuis les débuts du christianisme et n’a jamais été caché par l’Église[15], contrairement aux affirmations de Dan Brown, mais seulement écarté par celle-ci comme aussi douteux que les autres apocryphes.
- Au chapitre 60, il affirme que leur enfant était une fille prénommée Sarah (qui signifie "princesse" en hébreu) et que le Graal n'est pas une coupe ayant servi au Christ lors de son dernier repas avec ses apôtres, c'est Marie elle-même. Après la mort de Jésus, sa lignée se serait ensuite mêlée à celle des Mérovingiens. Le Vatican aurait œuvré pour que l’existence d’une lignée descendant du Christ reste secrète. C’est pour cela qu’il aurait fait assassiner son descendant Dagobert II par Pépin de Herstal mais la lignée se serait prolongée avec un fils, Sigisbert II. Godefroy de Bouillon, fondateur du Prieuré de Sion, ferait partie de cette lignée. Seul l'assassinat de Dagobert par Pépin de Herstal est avéré historiquement.
- Pour justifier l'affirmation de l'union du Christ à une femme, le roman indique que dans le contexte social de l'époque, le célibat après l'âge de vingt ans était inenvisageable, en citant, entre autres, les Manuscrits de la mer Morte. Ces documents relatent l'Ancien Testament tel que le vivait la secte des Esséniens.

#### Point de vue sur l'Église catholique
L'intrigue repose sur des faits touchant à la religion catholique et notamment à la papauté, au Prieuré de Sion et à l'Opus Dei. Dan Brown utilise l'histoire de l'Église catholique et celle de l'Opus Dei.
L'avertissement ouvrant le livre, placé, du moins dans la version française, avant le terme « Roman » est : « Toutes les descriptions de monuments, d'œuvres d'art, de documents et de rituels secrets évoqués sont avérées ». Cela a suscité maintes interrogations.
Dan Brown a voulu, dans une certaine mesure, ménager les institutions : dans le chapitre 99, il s’avère que le mystérieux commanditaire des assassinats de Saunière et des sénéchaux n’a rien à voir avec l’Opus Dei ni avec le Vatican, contrairement à ce que Langdon et Neveu avaient cru. L’auteur avance par ailleurs, au chapitre 62, l’idée selon laquelle le Vatican contemporain ne tolérerait jamais un meurtre, quel que soit l’intérêt qu’il pourrait en tirer.
Pourtant l’Opus Dei a demandé, sans succès, à Sony Pictures de faire insérer un avertissement avant le film inspiré du roman précisant qu'il s'agissait d'une œuvre de fiction.
Certains reprochent à Dan Brown d'avoir une démarche visant à discréditer l'Église catholique et à faire passer l'Opus Dei pour une secte. D'autres reprochent à l'auteur de pratiquer la théorie du complot.

### Prieuré de Sion
Dès le préambule du livre, l'auteur affirme l'existence d'une société secrète, le Prieuré de Sion, fondée en 1099 et ayant comporté dans ses rangs Isaac Newton, Victor Hugo, Claude Debussy ou encore Léonard de Vinci. Leur réunion dans le Prieuré de Sion serait prouvée par des documents secrets découverts en 1975 à la Bibliothèque nationale de France.
Plusieurs commentateurs observent que cette organisation daterait de la « révélation » de Pierre Plantard, en décembre 1940 : l'homme affirmait être descendant des Mérovingiens, pour finalement déclarer après la Seconde Guerre mondiale être le dépositaire d'une organisation cachée : le Prieuré de Sion. Il aurait commencé par en déposer les statuts à la sous-préfecture de Saint-Julien-en-Genevois (Haute-Savoie) le 7 mai 1956 pour officialiser sa « révélation », et aurait déposé un peu plus tard à la Bibliothèque de France les Dossiers secrets d'Henri Lobineau, qui seraient de faux parchemins, détaillant sa royale ascendance (il aurait même ajouté dans ces textes « de Saint-Clair » à son nom, pour se donner davantage de noblesse), ainsi que la prétendue histoire du Prieuré de Sion et la liste de ses grands maîtres (Léonard de Vinci, Victor Hugo...). Pierre Plantard est accusé de fraude par la justice française en 1992, à la suite de l'examen des documents déposés à la Bibliothèque Nationale et des déclarations de ses complices, Philippe de Cherisey et Gérard de Sède.

### Trésor des Templiers
Dan Brown entend également faire des révélations sur la mystérieuse richesse des Templiers.
Selon les sources historiques reconnues , l'ordre des Pauvres Chevaliers du Christ, devenu ensuite l'Ordre des Templiers, fut créé aux alentours de 1120, après que le roi de Jérusalem Baudouin II fit don aux moines-soldats de la partie méridionale du temple de Jérusalem (auparavant rasé et pillé par Titus). Ils étaient exemptés de taxes pontificales dès 1199, et leur double mission de protection et de banque des pèlerins les placèrent aux premières loges des conquêtes d'Antioche, de Saint Jean d'Acre, de Constantinople et de Jérusalem. À la fin du XIIIe siècle, ils administraient plus de treize provinces en Europe et en Palestine, ce qui expliquerait l'origine de leur richesse. Quant à la disparition de l'ordre, elle est tout simplement due à son abolition en 1312. Le dernier Maître de l'ordre, Jacques de Molay, fut brûlé en 1314 sur ordre de Philippe le Bel. Une partie importante de leurs biens a été attribuée à l'ordre des Hospitaliers. Les chevaliers templiers du Portugal et d’Écosse échappent à la répression, par leur fusion avec les hospitaliers.
Selon le roman de Dan Brown, l’Ordre des Pauvres Chevaliers du Christ aurait été fondé par des membres du Prieuré de Sion, qui auraient découvert sous le Temple de Salomon les malles contenant le Saint-Graal, entrant ainsi en possession de documents prouvant que le Christ a eu un enfant avec Marie Madeleine. Le pouvoir que le Vatican a confié aux Templiers et qui leur a permis d’accumuler tant de richesses serait en fait un « cadeau » d’Innocent II. Le pape aurait ainsi acheté leur silence (ou obéi à un chantage, le roman ne tranche pas entre ces deux possibilités) pour qu’ils ne révèlent pas l’existence de ces documents compromettants pour l’Église catholique. Puis le pape Clément V aurait lui-même ordonné l’arrestation et le massacre des Templiers, en 1307, en vue de mettre la main sur le Graal, ce qu’il n’a pas réussi à faire, et de détruire cette organisation menaçante pour l’Église. Philippe le Bel aurait été son complice dans cette affaire.

### Sources de Dan Brown
Une polémique est soulevée quant aux sources de Dan Brown pour la rédaction du Da Vinci Code. Le thème central du roman consiste en effet en une synthèse des théories de plusieurs ouvrages, dont cinq sont considérés comme les sources majeures de l'auteur pour la construction de son récit. Ces cinq livres sont qualifiés de « pseudo-historiques » par de nombreux experts.
- L'Énigme sacrée, de Michael Baigent, Richard Leigh et Henry Lincoln
- La Révélation des Templiers, de Lynn Picknett et Clive Prince
- La Clé d'Hiram, de Christopher Knight et Robert Lomas
- Marie-Madeleine, la Femme au flacon d'albâtre, de Margaret Starbird (en)
- Marie Madeleine et le Saint Graal, Margaret Starbird, Ed. Exclusif,  (ISBN 2848910518)

La critique porte surtout sur L'Énigme sacrée, dont se serait amplement inspiré Dan Brown, certains l'ayant accusé de plagiat. Il s'agit d'un livre polémique écrit par trois Britanniques en 1982, publié en 1983 à Londres et en France. Le 7 avril 2006, un tribunal britannique a lavé Dan Brown de cette accusation de plagiat, au titre que les auteurs de L'Énigme sacrée n'avait pas prétendu écrire de la fiction, malgré les ressemblances troublantes entre les deux ouvrages.

### Réactions après la parution du roman
Certains lecteurs ont pris une grande partie de ce roman de fiction pour un document authentique.[réf. souhaitée] Selon René Rémond, les millions de lecteurs de ce livre n'y cherchent pas une approche érudite du christianisme, encore moins un traité de théologie.[réf. souhaitée]
Ce livre intrigue nombre de ses lecteurs en distillant des hypothèses sous la forme de faits, ou des idées discutables qu'il fait passer sous couvert d'érudition, comme pour l'interprétation des tableaux de Léonard de Vinci. Un nombre impressionnant de lecteurs, quels que soient leurs niveaux de culture ou d'éducation, se laissent prendre au piège. Le livre réactive la fameuse théorie du complot, du grand secret, qui est révélé : depuis des siècles, l'Église cacherait des choses, occulterait des faits historiques sulfureux, en particulier que Jésus aurait été l'époux de Marie-Madeleine et qu'ils auraient eu une descendance, encore présente aujourd'hui.
L'Église catholique romaine, dépassée par le succès de l'ouvrage et par les réactions de certains lecteurs, s'est initialement engagée dans une stratégie de défense sans condamnation formelle. Plus d'une année et demi après sa publication, le cardinal Tarcisio Bertone conseille fermement aux fidèles, en mars 2005, sur Radio Vatican, de ne pas lire, ni acheter le roman Da Vinci Code. Le Vatican a échoué à interdire le livre : la mise à l'index par le Vatican n'existe plus depuis 1966 et le pontificat de Paul VI.
L'Église en a plutôt profité pour donner des explications sur les sources : différences entre évangiles canoniques et apocryphes, histoire des Conciles, publications de théologiens reconnus comme le jésuite Bernard Sesboüé.
La Prélature de l'Opus Dei a souligné également par son site Internet officiel les problèmes théologiques que soulève le roman.
En Chine, le film, sorti dans quelque 400 salles le 19 mai 2006, est retiré par les autorités. La raison officielle est que cette censure devait permettre de protéger la culture chinoise et de donner satisfaction aux chrétiens du pays. L'Église catholique établie en Chine avait appelé au boycott du long métrage de Ron Howard.

## Autres sujets abordés
Évangiles canoniques
- Jésus de Nazareth - Cène - Eucharistie - Apôtres - Saint Jean - La Passion - Résurrection - Bible - Nouveau Testament - Marie-Madeleine

Personnages historiques
- Alexander Pope - Bernard de Clairvaux - Constantin Ier - Isaac Newton

Dogmes et édifices chrétiens
- Asmodée - Premier concile de Nicée - Arianisme - Cathédrale de Chartres - Chapelle de Rosslyn - Temple de Salomon - Gnomon de l'église Saint-Sulpice

Religions païennes
- Culte de Mithra - Ankh - Baphomet - Culte de la Déesse - Féminin sacré - Hieros Gamos

Mathématiques et cryptographie
- Nombre d'or - Suite de Fibonacci - Code Atbash - Codex Leicester - Cryptex - Géométrie sacrée

Divers
- Théorie du complot - Conspiration - Antichristianisme - Anagramme - Étoile de David  - Rose-Croix - La Pyramide inversée

symbole du calice
symbole de la lame
sexe masculin (notation de la parenté)
sexe féminin (notation de la parenté)

### Tableaux de Léonard de Vinci

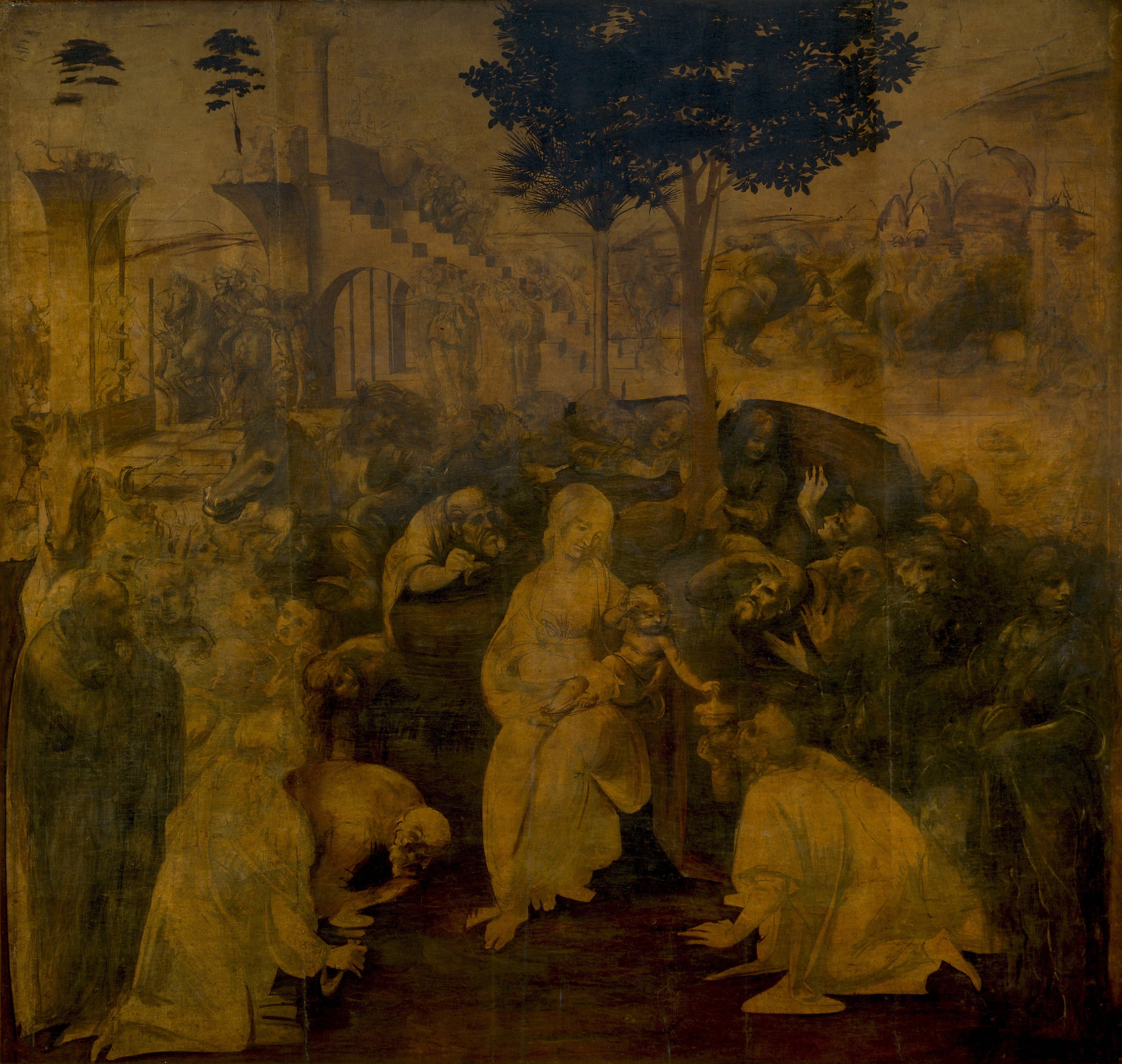
Adoration des mages
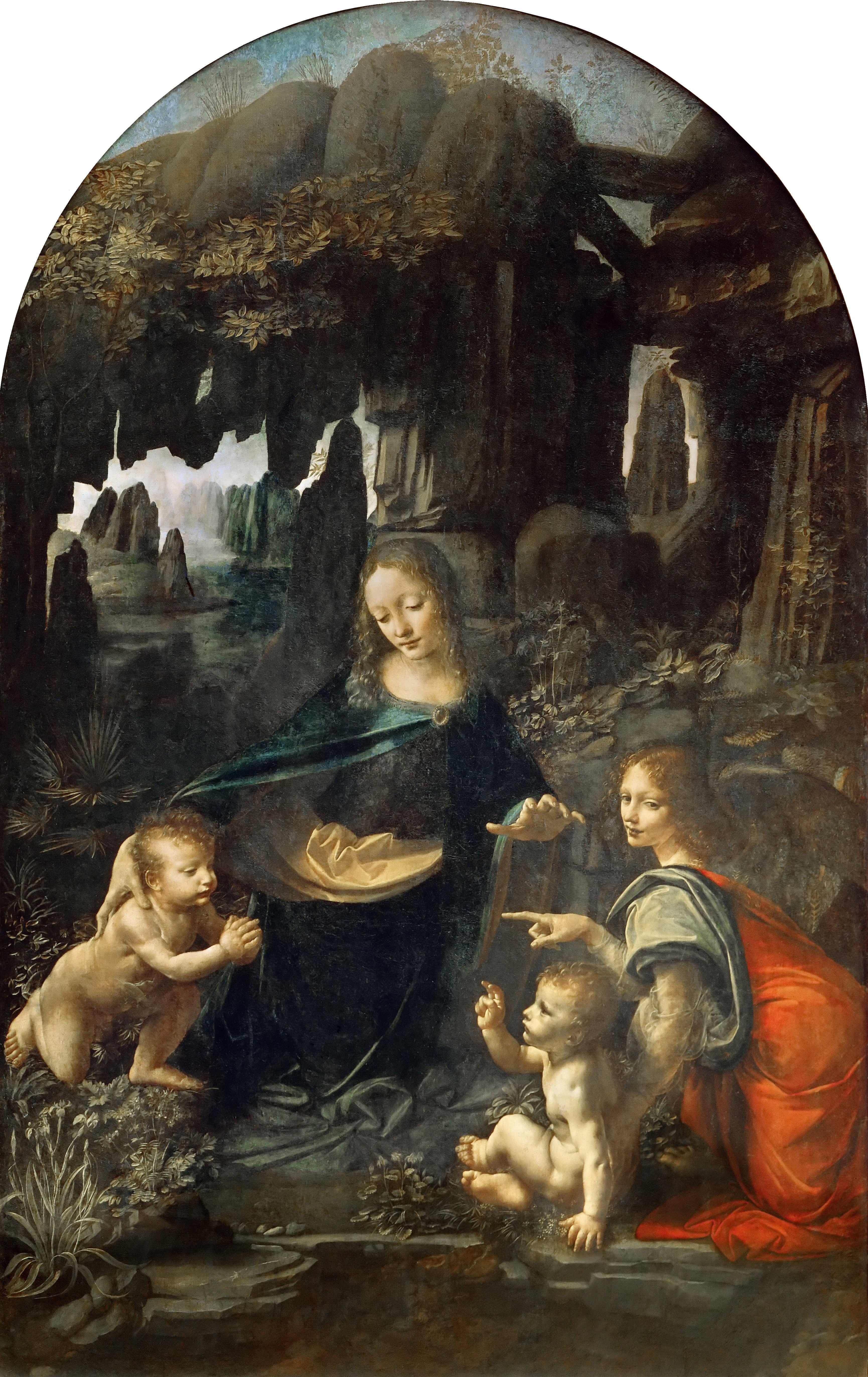
La Vierge aux rochers
Mona Lisa.
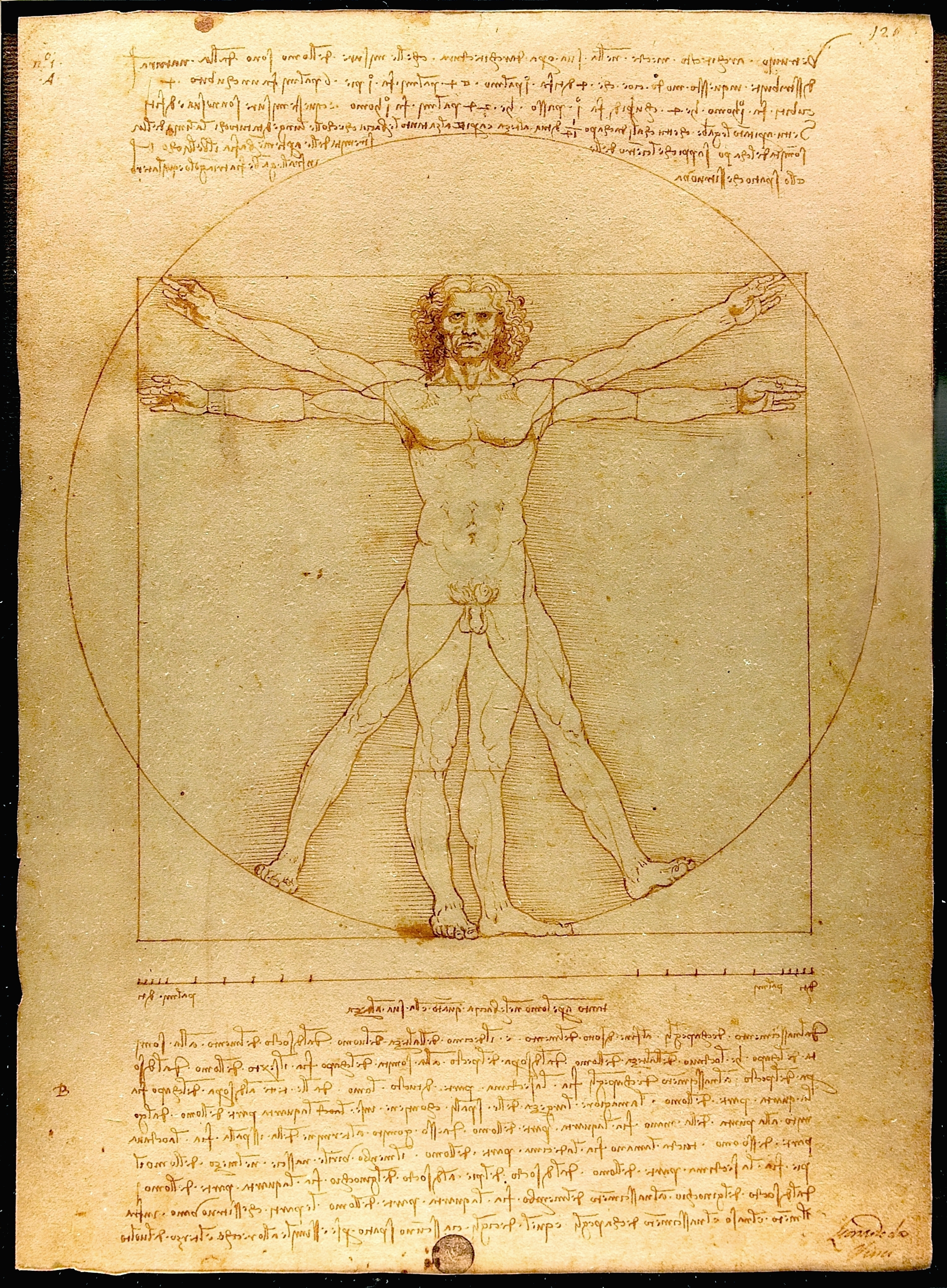
L'Homme de Vitruve.
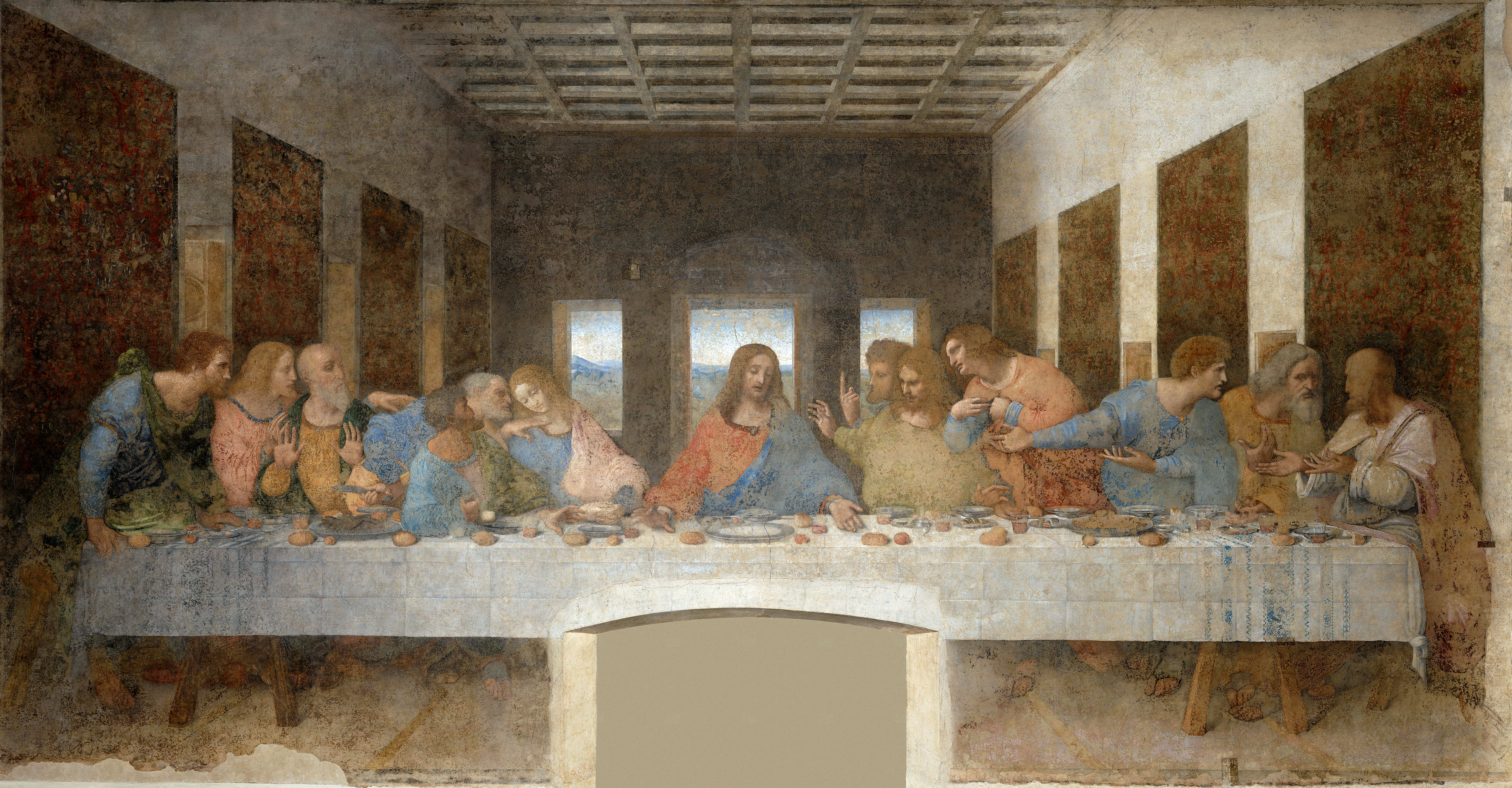
La Cène

## Éditions françaises
Édition imprimée originale
- Dan Brown (trad. de l'anglais par Daniel Roche), Da Vinci Code : roman [« The Da Vinci Code »], Paris, éd. Jean-Claude Lattès, 3 mars 2004, 574 p., 23 cm (ISBN 2-7096-2493-1, BNF 39134946)

Édition illustrée
- Dan Brown (trad. de l'anglais par Daniel Roche), Da Vinci Code : roman [« The Da Vinci Code »], Paris, éd. Jean-Claude Lattès, 17 novembre 2004, 523 p., 26 cm (ISBN 2-7096-2693-4, BNF 39282140)

Livre audio (première version)
- Dan Brown (trad. de l'anglais par Daniel Roche), Da Vinci Code [« The Da Vinci Code »], La Roque-sur-Pernes, éd. VDB, décembre 2004 (ISBN 978-2-84694-270-6, BNF 40228174)Texte intégral ; narrateurs : Véronique Groux de Miéri et Yves Mugler ; support : 13 disques compacts audio ; durée : 16 h 55 min environ ; référence éditeur : Livres audio VDB VDB063.

Édition au format de poche
- Dan Brown (trad. de l'anglais par Daniel Roche), Da Vinci Code [« The Da Vinci Code »], Paris, éd. Pocket, coll. « Pocket » (no 12265), 3 mai 2005, 744 p., 18 cm (ISBN 2-266-14434-0, BNF 39970253)

Livre audio (seconde version)
- Dan Brown (trad. de l'anglais par Daniel Roche), Da Vinci Code [« The Da Vinci Code »], Paris, éd. Audiolib, 6 novembre 2013 (ISBN 978-2-35641-640-7, BNF 43701652)Texte intégral ; narrateur : François Montagut ; support : 2 disques compacts audio MP3 ; durée : 16 h 53 min environ ; référence éditeur : Audiolib 25 1687 0.

## Jeu vidéo
- Le film a été adapté en jeu vidéo le 19 mai 2006.